# Jean-Baptiste Puech
Pour les articles homonymes, voir Puech.
Jean-Baptiste Puech, né le 15 février 1975 à Neuilly-sur-Seine, est un acteur français, membre du conseil d’administration de la Fondation d’entreprise Hermès.

## Filmographie

### Cinéma

#### Longs métrages
- 2003 : Ce jour-là : Luc
- 2004 : Double Zéro : Paul
- 2005 : Les Chevaliers du ciel : Ipod
- 2006 : Jean-Philippe : Le vendeur
- 2007 : Two Days in Paris : Fireman 1
- 2010 : Do Elephants Pray? : Soldier
- 2014 : Les Gazelles : Oscar
- 2015 : L'Antiquaire : Le gardien du cimetière
- 2015 : Le Transporteur : Héritage : Wine Store Cashier
- 2019 : Anna de Luc Besson : Samy

#### Courts métrages
- 2004 : Deux plus un
- 2004 : J'ai peur, j'ai mal, je meurs
- 2007 : Le métier qui rentre

### Télévision

#### Séries télévisées
- 2004 : Holby City : Taxi Driver
- 2004 : Julie Lescaut : Christophe
- 2008 : Paris, enquêtes criminelles : Eric Tassard
- 2009 : Équipe médicale d'urgence : Luc
- 2012 : Enquêtes réservées : Jérémie Dujardin
- 2012 : Main courante : Sam
- 2012 : Vivement dimanche prochain : Lui-même
- 2016 : Guerre et Paix : French Officer
- 2020 : Le mensonge : Thierry

#### Téléfilms
- 2004 : Le Silence de la mer : Pascal
- 2004 : Les Passeurs : Allemand bus 1
- 2006 : La Grande Peur dans la montagne : Joseph
- 2006 : Les Amants de la dent blanche : René
- 2009 : Entre deux eaux : Wladimir 'Wlad' Boniek
- 2009 : Le Repenti
- 2009 : Panique ! : Quentin
- 2010 : Quand vient la peur... : Robert Lancelin